# Рейтер, Фриц
Генрих Людвиг Кристиан Фридрих Рейтер (нем. Heinrich Ludwig Christian Friedrich Reuter; 7 ноября 1810[…], Штавенхаген, Мекленбург — Передняя Померания[…] — 12 июля 1874[…], Эйзенах) — немецкий писатель

, поэт и драматург, один из самых выдающихся представителей немецкой диалектной литературы. Вместе с Клаусом Гротом считается основоположником современной литературы на нижненемецком языке.

## Биография
Во время учёбы в Йенском университете, принимал активное участие в деятельности студенческой корпорации «буршеншафтов». Арестованный прусским правительством в 1833 году, был приговорён за «покушение на государственную измену» к смертной казни, заменённой тридцатилетним заключением.
Невзирая на протесты мекленбургского правительства, Пруссия не выдавала Ф. Рейтер, отбывающего наказание в разных прусских крепостях до 1838 г. Полную свободу он получил лишь после прусской амнистии 1840 года.

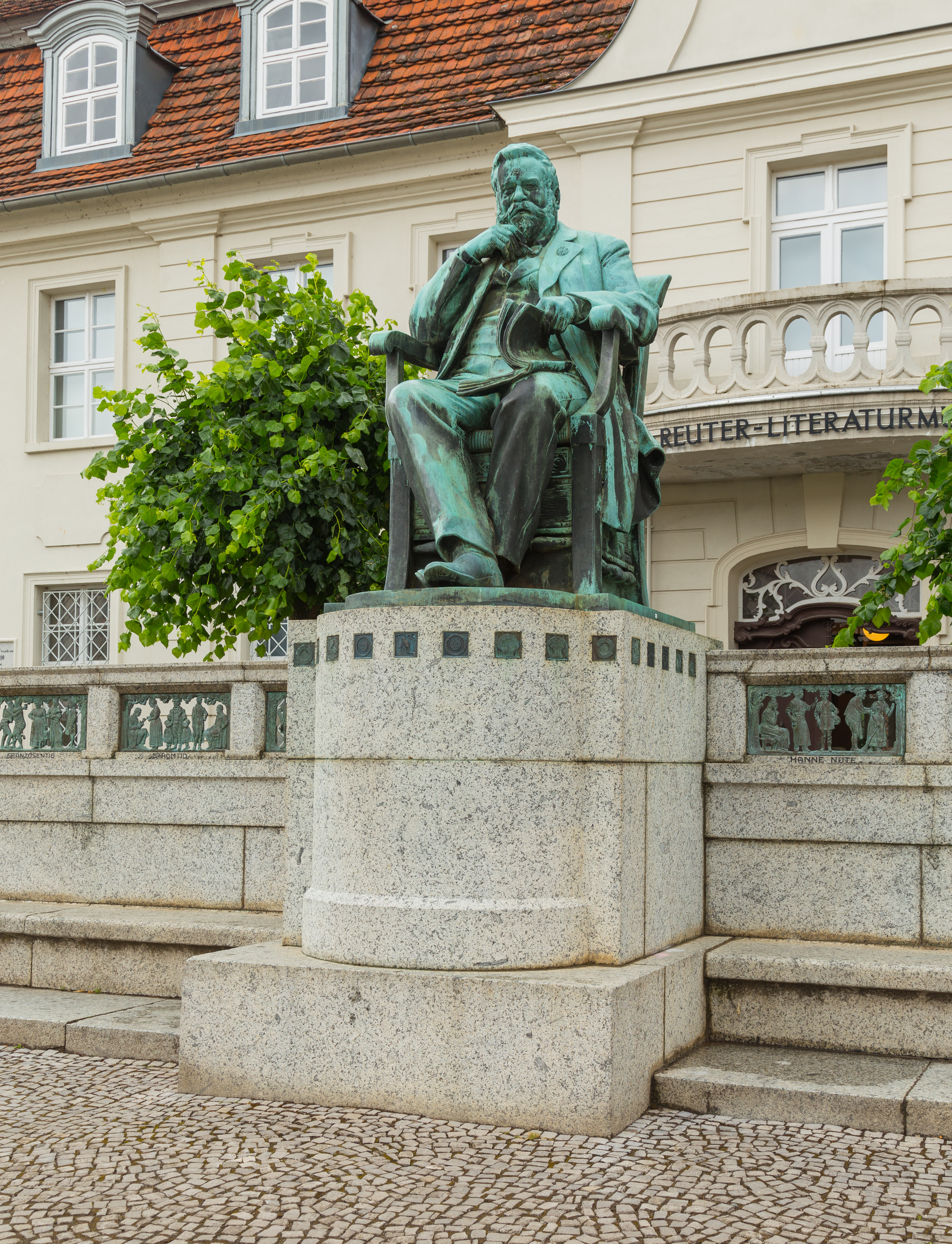
Памятник на родине писателя

До 1850 года занимался сельским хозяйством, затем был учителем и лишь с 1856 года, под влиянием успеха его первых литературных произведений (сборники стихотворений «Läuschen un Rimels», 1853; «Polterabendgedichte», 1855; «Reis nach Belligen», 1855), всецело отдался литературной деятельности.
В 1858 году появился его «Kein Hüsung», народный рассказ в стихах, яркими красками рисующий быт мекленбургской деревни; за ним последовали «Hanne Nüte un de lüdde Pudel» (1859), «Schurr-Murr» (1861) и "Olle Kamellen (1860—1866) — ряд рассказов и романов на нижненемецком языке, из которых наиболее известны: «Ut de Franzosentid», «Ut mine Festungstid», «Ut mine Stromtid» и «Dorchläuchting».
В состав его «Sämmtliche Werke» и «Nachgelassene Schriften» (1863—1875, 15 т., с биографией автора, написанной А. Виллибрандтом) вошли также его драматические произведения; в 1895 г. появилось уже 9-е полное собрание сочинений Ф. Рейтера. Несмотря на трудность языка, нелёгкого и для немцев, произведения автора пользуются в Германии громадным успехом. Особенно привлекателен юмор Ф. Рейтера, иногда грубоватый по форме и спускающийся до внешнего комизма, но большей частью тонкий, вдумчивый и гуманный; любимец немецких читателей, популярный Onkel Bräsig, по компетентному отзыву специалистов — «один из замечательнейших комических образов во всей всемирной литературе». Деятельность Ф. Рейтера, показавшая, что и в пределах диалекта писатель может стать общенародным, имела значительное влияние на развитие диалектной литературы.
Родной город Рейтера Штавенхаген с 1959 года официально носит титул «Город Рейтера».

## Награды
- Золотая медаль науки и искусства (Мекленбург-Шверин) (1866)
- Орден Максимилиана «За достижения в науке и искусстве» (Бавария) (1872)